# Institut für Internationale Kommunikation Deutschland
Das Institut für Internationale Kommunikation Deutschland e. V. (IIK Deutschland) ist ein hochschulnaher Bildungsanbieter, der in enger Abstimmung mit Universitäten und Unternehmen Programme zur beruflichen Weiterbildung konzipiert und durchführt. Es entstand 1989 als Ausgründung der Heinrich-Heine-Universität.

## Aufgaben
Als Non-Profit-Organisation fördert das IIK Deutschland die Internationalisierung des Hochschulstandorts Deutschland und die berufliche Weiterbildung insbesondere durch die Verbreitung von Fremdsprachenkenntnissen. Durch Kommunikations- und Managementtrainings sowie Einsatz neuer Kommunikationstechnologien wird eine verbesserte Integration von Hochschulbildung und Berufspraxis erreicht.
Der Verein finanziert sich ohne Zuschüsse eigenständig über seine Arbeit im Bereich der beruflichen Weiterbildung. Überschüsse werden in Form von Stipendien oder zur Förderung von Projekten, die der Internationalisierung des Hochschulstandorts Deutschland dienen, zur Verfügung gestellt.

## Geschichte
Das IIK Deutschland wurde 1989 von Mitarbeitern der Philosophischen Fakultät der Heinrich-Heine-Universität als gemeinnützig tätiger Verein gegründet. Ursprüngliches Ziel war eine Intensivierung des Austausches vor allem mit Hochschulen Osteuropas, eine Förderung europäischer Wirtschaftsfremdsprachen und Know-how-Transfer in Zusammenarbeit mit europäischen und außereuropäischen Hochschulen.
1995 wurde ein neues Geschäftsmodell für den Verein erarbeitet, um den Verein eigenfinanziert als gemeinnütziges Weiterbildungsinstitut zu betreiben. Schwerpunkte der Arbeit wurden die Vermittlung moderner Fremdsprachen für Studierende und Berufstätige, Fortbildungen für Fremdsprachenlehrkräfte, Weiterbildungen für Berufstätige sowie Angebote zum Blended Learning und E-Learning. 2008 wurde für den Seminarbetrieb ein eigenes Trainingszentrum in Betrieb genommen. Später wurde aufgrund der weiter steigenden Teilnehmerzahlen ein neues Trainingszentrum in der Eulerstraße 50 in Düsseldorf-Pempelfort bezogen. Ein zweiter Standort in Berlin ergänzt das Angebot als „IIK Deutschland - Standort Berlin“. Ab 2019 wurde mit der hundertprozentigen Tochter IIK-Akademie der Bereich der beruflichen Aus- und Fortbildung weiter ausgebaut. Seit 2021 führt das IIK Deutschland neben Präsenzkursen und reinen Onlinekursen auch hybride Lernveranstaltungen durch in technisch aufwändig ausgestatteten Lernräumen (störungsfreie Deckenmikrofone, sprachgesteuerte Videokameras, mehrere interaktive Whiteboards) mit in hybriden Lernsettings speziell fortgebildeten Lehrkräften.

## Vereinsstruktur
Der Verein ist beim Amtsgericht Düsseldorf eingetragen und als gemeinnützig anerkannt. Die Mitgliederschaft, die sich überwiegend aus Professoren und wissenschaftlichen Angestellten der Heinrich-Heine-Universität zusammensetzt, wählt einen Vorstand, der die Vereinsangelegenheiten leitet. Später wurde der ehemalige Vorstand in ein Präsidium überführt, die ehemalige Geschäftsführung in einen Geschäftsführenden Vorstand. Der Vorstand bzw. später das Präsidium bestellt einen Geschäftsführer, der für die Durchführung aller betrieblichen Abläufe verantwortlich ist und dem Vorstand bzw. dem Präsidium regelmäßig einen Rechenschaftsbericht vorlegt. Seit 1995 nimmt Matthias Jung diese Aufgabe wahr.

## Arbeitsfelder

### Fremdsprachentraining

Seminarsituation mit Rheinturm im Hintergrund

Das IIK Deutschland bietet individuell zugeschnittene Kurse für Studierende und Berufstätige für folgende Fremdsprachen an, Deutsch als Fremdsprache, Englisch, Niederländisch, Französisch, Spanisch, Japanisch und Türkisch.
Alleine im Bereich Deutsch als Fremdsprache wurden 2019 mehr als 3000 Kursbuchungen registriert. Während der Corona-Pandemie wurden bereits ab März 2020 reine Online-Kurse mittels ZOOM und Moodle durchgeführt. Inzwischen bietet das Institut Präsenzkurse, reine Online-Kurse und hybride Lernveranstaltungen an.
Als lizenziertes Prüfungszentrum unter anderem für TestDaF, telc, WiDaF, TOEIC, GMAT oder TOEFL führt das IIK Deutschland jährlich mehrere tausend Prüfungen durch, alleine für TOEFL rund dreitausend Prüfungen pro Jahr.
Seit 2016 ist das Institut ein vom Bundesamt für Migration und Flüchtlinge (BAMF) zugelassener Träger für Integrationskurse und Berufssprachkurse und führt neben den entsprechenden Kursen für Jugendliche und Erwachsene auch die relevanten Prüfungen Deutsch-Test für Zuwanderer (DTZ), Deutsch-Test für den Beruf (DTB) und Test Leben in Deutschland (LIB) durch.

### Fortbildungen für Lehrkräfte
Seit Anfang der 1990er Jahre werden Fortbildungen für Fremdsprachenlehrkräfte angeboten, wobei aktuelle didaktisch-methodische Konzepte vermittelt werden, Hospitationen in Schulen und Kursen der Erwachsenenbildung ermöglicht werden und der didaktisch sinnvolle Einsatz des Internets für das Fremdsprachenlehren und -lernen geübt werden. Alle Fortbildungen wurden seit dem Jahr 2000 von der Europäischen Kommission als förderungswürdig im Rahmen ihrer Bildungsprogramme Grundtvig und Comenius eingestuft und können auch aktuell mit Mobilitätsstipendien des Europäischen Bildungsprogramms Erasmus+ besucht werden.
Für viele deutsche Bildungsinstitutionen wie etwa den DAAD, den Pädagogischen Austauschdienst, das Bundesverwaltungsamt, das Bundessprachenamt oder für Hochschulen aus dem Ausland konzipiert das IIK Deutschland eigene Fortbildungsprogramme und Workshops. Das IIK ist auch ein vom Bundesamt für Migration und Flüchtlinge (BAMF) akkreditierter Träger für die obligatorische additive Zusatzqualifizierung für Lehrkräfte in Berufssprachkursen und führt die entsprechenden Fortbildungen durch.

### Weiterbildung
Der Weiterbildungsbereich umfasst Angebote zur Verbesserung kommunikativer, berufsrelevanter Kompetenzen. Neben den klassischen Kommunikationsseminaren werden Rhetorik- und Präsentationsseminare, Argumentations- und Verhandlungstrainings, Workshops zu Selbstmarketing und Konfliktmanagement sowie Interkulturelles Training angeboten.

### Europäische Projekte
Seit den 1990er Jahren beteiligt sich das IIK Deutschland regelmäßig an europäischen Bildungsprojekten. Von 2003 bis 2006 war das IIK Düsseldorf Partner im DaF-Netzwerk und entwickelte ein Internet-Portal zur Vernetzung von Lehrern, Dozenten, Fortbildern und Experten im Bereich Deutsch als Fremdsprache, das 2009 von der Europäischen Kommission mit dem European Award for Lifelong Learning in Creativity and Innovation ausgezeichnet wurde. Von 2008 bis 2009 hat das IIK Deutschland an dem EU-Projekt IDIAL (Interkultureller Dialog durch regionalisierte Lehrwerke) teilgenommen. Ein Ergebnis des Projektes sind kostenlos verfügbare Online-Lehrerfortbildungsmodule. Im Anschluss hat das IIK Deutschland an dem bis zum 31. Dezember 2011 laufenden EU-Projekt IDIAL4P teilgenommen und betreibt nach Ende des Projektes auf eigene Kosten ein Online-Center für den Unterricht in Fachsprachen, das in elf Sprachen kostenlose Downloads von Unterrichtsmaterialien, Einstufungstests und E-Learning-Einheiten anbietet. Von Juli 2014 bis Juni 2016 hat das Institut ein Erasmus+ Projekt zur digitalen Kompetenzerweiterung von Fremdsprachenlehrkräften durchgeführt, das von der Deutschen Nationalen Agentur Bundesinstitut für Berufsbildung als Good Practice im Bereich Mobilität in der Erwachsenenbildung ausgezeichnet wurde. Von September 2019 bis Oktober 2021 wurde ein weiteres Mobilitätsprojekt zum Lehren und Lernen im Netz mit 100 von 100 möglichen Punkten evaluiert und ebenfalls als Beispiel für Good Practice auf der Website des BIBB Bundesinstitut für Berufsbildung gefeatured. Im neuen europäischen Bildungsprogramm Erasmus+ von 2021–2027 hat das Institut in der ersten Antragsrunde 2020 für die gesamte Laufzeit des Bildungsprogramms erfolgreich die Erasmus-Akkreditierung beantragt und hat bereits von 2021 bis 2023 und von 2023 bis 2025 neue europäische Mobilitätsprojekte zur Digitalisierung in Lehre und Unterricht durchgeführt bzw. in Angriff genommen.

## Fördertätigkeit bzw. Stipendien

Förderpreisübergabe an Udo Figge, Bezirksvorsteher Stadtbezirk 3, durch Matthias Jung

Überschüsse aus der Vereinstätigkeit werden im Sinne des Vereinszwecks in Form von Projektförderungen oder Stipendien ausgeschüttet. In den Jahren 2000–2008 wurden rund 150.000 EUR zur Förderung von Projekten an der Heinrich-Heine-Universität bereitgestellt. Gefördert wurden z. B. die Teilnahme von Studenten an einer UNO-Simulation in New York, Studentenaustauschprojekte mit Universitäten weltweit oder die Unterstützung der Aktivitäten von Auslandsbeauftragten verschiedener Fakultäten der Heinrich-Heine-Universität.
Jährlich vergibt das IIK Deutschland außerdem mehrere Stipendien (mit Unterkunft und Verpflegungszuschuss) für ausländische Studierende oder Lehrkräfte zur Teilnahme an Sprachkursen und Fortbildungen.
Im Jahr 2009 wurde mit der Ausschreibung der Förderpreise Hochschulbildung International im Wert von 3000 EUR eine neue Fördertradition begründet. In Zusammenarbeit mit der Bezirksvertretung des Stadtbezirks 3 in Düsseldorf werden die Preise zur Förderung des Hochschulzugangs für Migranten sowie der sprachlichen Mobilität von Studienbewerbern und Studierenden vergeben.
Im Rahmen seiner Tätigkeit als Vorstandsvorsitzender konnte Heiner Barz unter anderem seit 2011 die regelmäßige Ausschreibung und Vergabe eines „IIK-Preises Interkultur“ etablieren. Das Preisgeld in Höhe von 1.000 EUR wird für eine herausragende Examens- oder Promotionsarbeit auf dem Feld interkultureller Studien ausgelobt. Prämiert werden Arbeiten aus Sozial-, Kultur- oder Sprachwissenschaften, Philologien, Geschichtswissenschaften, Philosophie, Kunst- oder Musikwissenschaften, die historische und aktuelle Fragestellungen und Probleme interkultureller Verständigung, Geschichte und Funktion von kulturspezifischen Vorurteilen und Barrieren sowie Zusammenhänge von Kultur und Migration untersuchen.
Ebenfalls auf Initiative von Heiner Barz wurde die IIK-Abendakademie ins Leben gerufen, in der zu gesellschaftlich relevanten Themen mit internationalen und interkulturellen Bezügen durch ausgewiesene Gastreferenten vorgetragen und diskutiert wird. Themen waren „Bildung und Migration“ (2010), „Gehört der Islam zu Deutschland?“ (2012), „Ausländische Fachkräfte“ (2013/14), „Flüchtlinge willkommen – und dann?“ (2015/16), „Back in the USSR?“ (2016/17), „Mit anderen Augen – Düsseldorf aus Sicht der Welt“ (2018). Vortragende waren unter anderem der damalige Integrationsminister Armin Laschet, der damalige BAMF-Präsident Manfred Schmidt, der Gründer der Hilfsorganisation Cap Anamur, Rupert Neudeck, die Generalsekretärin des DAAD, Dorothea Rüland, die ehemalige Geschäftsführerin der Piratenpartei Marina Weisband und die Autorin von Muslim Girls Sineb El-Masrar.

## Webportale zum Deutschlernen

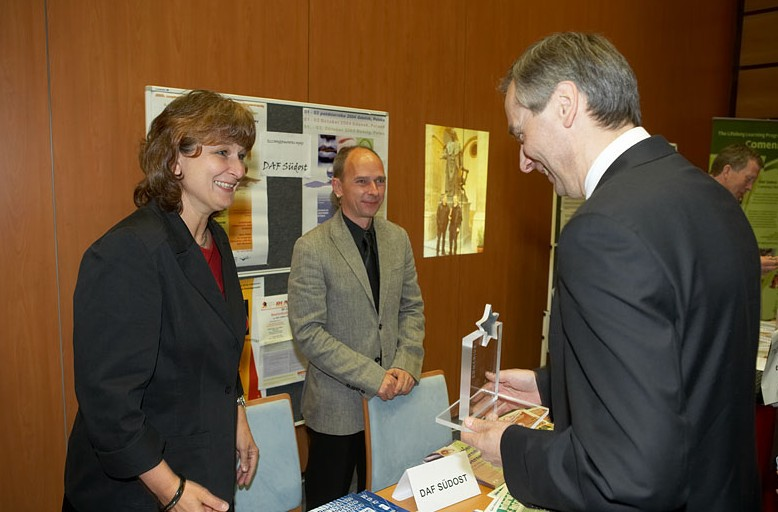
Preisverleihung European Award for Lifelong Learning 2009 durch EU-Kommissar Ján Figel΄ an Dagmar Schäffer, Ellinogermaniki Agogi, und Rüdiger Riechert, IIK Düsseldorf

Das IIK Deutschland finanziert zur Förderung des Deutschen als Fremdsprache seit 1997 den Aufbau und Betrieb kostenlos nutzbarer Internetportale zum Deutschlehren und -lernen: Forum Deutsch als Fremdsprache, Forum Wirtschaftsdeutsch und DaF-Netzwerk, seit 2004 im Rahmen des EU-Projekts, ab Oktober 2006 eigenständig finanziert.
2009 erhielt das DaF-Netzwerk den European Award for Lifelong Learning 2009 in Silber. Dieser Preis wird von der Europäischen Kommission seit 2007 jährlich an jeweils drei herausragende europäische Projekte in den sechs verschiedenen europäischen Bildungsprogrammen vergeben.

## Fach-Newsletter zum Deutschlehren
Neben Unterrichtsmaterialien, Arbeitsblättern, Online-Tests und Foren zum Austausch von Lehrkräften und Lernenden werden Fach-Newsletter im Bereich Deutsch als Fremdsprache und Wirtschaftsdeutsch kostenlos an rund 20.000 Abonnenten weltweit verschickt: E-DaF-Infobrief Deutsch als Fremdsprache (Deutsche Bibliothek: ISSN 1439-3611) und Infobrief Wirtschaftsdeutsch (Deutsche Bibliothek: ISSN 1439-3700).